# Concursul Muzical Eurovision 1958
Concursul Muzical Eurovision 1958 a fost cea de-a treia ediție a Concursului Muzical Eurovision. A avut loc în Hilversum, Țările de Jos, formând convenția ca țara-gazdă să fie cea care a câștigat în anul precedent. Evenimentul s-a ținut miercurea, pe 12 martie 1958, la Studiourile AVRO. Câștigătoare a fost Franța, reprezentată de cântecul „Dors, mon amour”, interpretat de André Claveau, pe muzică de Hubert Giraud și versuri de Pierre Delanoë.
Au participat 10 țări. A fost prima oară când Franța a câștigat concursul și ultima oară până în prezent când Regatul Unit nu a participat. Suedia și-a făcut debutul în această ediție. Concursurile din 1956 și 1958 sunt singurele în care nu a participat niciun cântec în limba engleză. 1958 a fost prima oară când țara-gazdă a ieșit pe ultimul loc și, de asemenea, prima oară când mai multe țări au ieșit pe ultimul loc.
Concursul din 1958 a menținut limita de un singur cântec pentru fiecare țară, implementată și în anul precedent și continuată în restul istoriei competiției.

## Plasare
Pentru mai multe detalii despre orașul-gazdă, vedeți Hilversum.

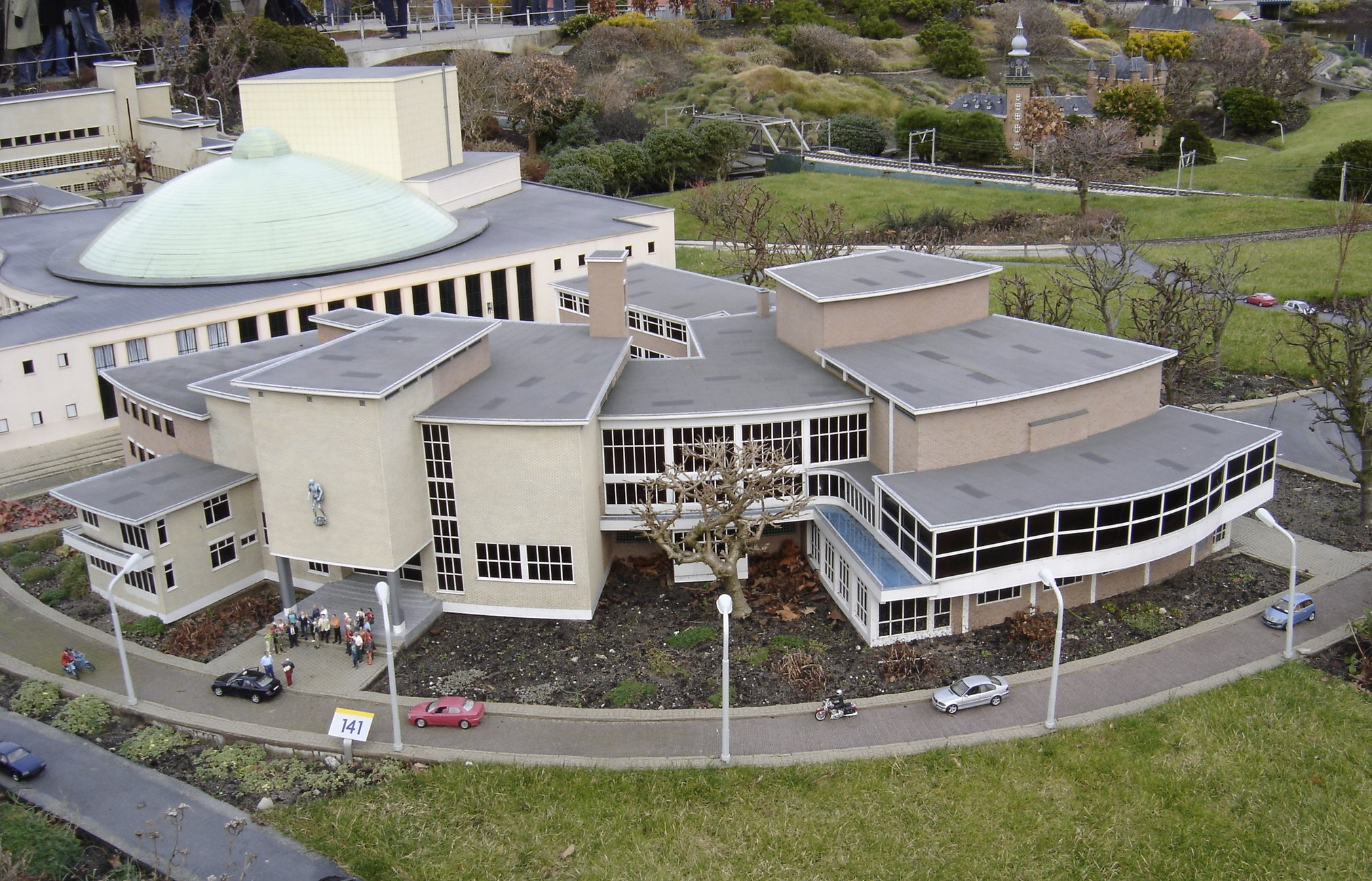
Studiourile AVRO au găzduit ediția din 1958 a concursului.

Hilversum, un municipiu din provincia Olanda de Nord, este cunoscut drept „capitala mass-media” a Țărilor de Jos. Hilversum devenise centrul de radio și televiziune în anii 1920, când compania radio olandeză Nederlandse Seintoestellen Fabriek și-a stabilit sediul acolo, iar astăzi, sectorul media prezintă multe oportunități de angajare în Hilversum.
În deceniile care au urmat stabilirii Companiei Olandeze de Radiodifuziune în Hilversum în anii 1920, aproape toate celelalte posturi radio din Țările de Jos i-au urmat exemplul, inclusiv posturi de televiziune începând cu anii 1950, Hilversum având, astfel, un bun potențial de a-și utiliza experiența, personalul și abilitățile de organizare pentru a produce și difuza un eveniment televizat internațional precum Concursul Muzical Eurovision; pe de altă parte, în general, în Europa, televiziunea încă era o tehnologie avansată și solicitantă.
O astfel de rețea de televiziune – Nederlandse Televisie Stichting – a organizat evenimentul în studiourile AVRO (Algemene Vereniging Radio Omroep, „Asociația Generală de Radiodifuziune”), un complex de clădiri aparținând asociației olandeze publice de radio-televiziune care opera în cadrul sistemului Nederlandse Publieke Omroep.

## Format
Concursul s-a ținut într-o sală a studiourilor AVRO. Sala conținea o scenă mică ce a funcționat ca o platformă elevată pentru cântăreți. Spectacolul a fost filmat dinspre baza scenei în sus, lăsând în afara cadrului microfoanele și firele celorlalte dispozitive, care intrau prin pardoseala inferioară a scenei. Accentul decorativ se afla pe fundalul scenei, în fața scenei și în stânga scenei, unde se aflau orchestra și scările de intrare pentru prezentatori și interpreți. Fundalul avea un panou cu imagini diferit pentru fiecare număr, pentru a oferi context versurilor. Fața scenei și suprafața din stânga scenei au fost decorate cu lalele, flori pentru care Olanda este renumită.
Juriile nu s-au aflat în studio, ca în 1956. În 1958, au rămas în țările lor, ascultând spectacolul. După interpretarea tuturor cântecelor, juriile și-au anunțat rezultatele prin telefon, în ordinea inversă a prezentării cântecelor, la fel ca în anul precedent. Cântecul italian a fost transmis cu probleme în unele țări, ceea ce a însemnat că Domenico Modugno a trebuit să-și interpreteze din nou piesa. În timpul concursului, au existat două intermedii ale Metropole Orkest, dirijată de Dolf van der Linden: unul la mijloc și celălalt după ce au fost interpretate toate cântecele participante.

## Țări participante
Suedia, o țară care, mai târziu, a devenit una dintre cele mai de succes țări în concurs, a debutat în acest an. Regatul Unit a decis să se retragă din competiție.
După concurs, cântecul italian, „Nel blu dipinto di blu” (cunoscut ulterior sub titlul „Volare”) al lui Domenico Modugno, a devenit un hit internațional. La primele premii Grammy, acordate pe 4 mai 1959 la Beverly Hilton Hotel, la Hollywood, „Nel blu dipinto di blu” a primit două premii: unul pentru înregistrarea anului și unul pentru melodia anului. Este singura înregistrare într-o limbă diferită de engleză ce a obținut vreodată această onoare și singura piesă participantă la Concursul Muzical Eurovision ce a primit un premiu Grammy. Piesa a reușit și să ajungă pe locul 1 în topurile americane Billboard, devenind, astfel, una dintre cele mai de succes piese din istoria concursului Eurovision. În 2005, cântecul a fost votat drept al doilea cel mai bun din istoria competiției în cadrul spectacolului aniversar de 50 de ani Congratulations.
| Orchestra a fost condusă de următorii dirijori: - Țările de Jos, Luxemburg, Suedia, Belgia și Germania – Dolf van der Linden - Italia – Alberto Semprini - Franța – Franck Pourcel - Danemarca – Kai Mortensen - Austria – Willy Fantl |               | \| Artist \| Țară \| Ani precedenți \| Loc \| Loc \| \| ---------------- \| ------------- \| -------------- \| --- \| --- \| \| Corry Brokken \| Țările de Jos \| 1956 \| 7 \| 7 \| \| Corry Brokken \| Țările de Jos \| 1957 \| 1 \| 1 \| \| Fud Leclerc \| Belgia \| 1956 \| 9 \| 9 \| \| Lys Assia \| Elveția \| 1956 \| 01 \| 10 \| \| Lys Assia \| Elveția \| 1957 \| 8 \| 8 \| \| Margot Hielscher \| Germania \| 1957 \| 4 \| 4 \| |     |     |
| Artist | Țară          | Ani precedenți | Loc | Loc |
| Corry Brokken | Țările de Jos | 1956 | 7   | 7   |
| Corry Brokken | Țările de Jos | 1957 | 1   | 1   |
| Fud Leclerc | Belgia        | 1956 | 9   | 9   |
| Lys Assia | Elveția       | 1956 | 01  | 10  |
| Lys Assia | Elveția       | 1957 | 8   | 8   |
| Margot Hielscher | Germania      | 1957 | 4   | 4   |

## Rezultate
|    | Țară          | Limbă             | Artist           | Cântec                             | Traducere                          | Loc | Puncte |
| -- | ------------- | ----------------- | ---------------- | ---------------------------------- | ---------------------------------- | --- | ------ |
| 01 | Italia        | italiană          | Domenico Modugno | „Nel blu dipinto di blu”           | În albastrul pictat în albastru    | 3   | 13     |
| 02 | Țările de Jos | olandeză          | Corry Brokken    | „Heel de wereld”                   | Întreaga lume                      | 9   | 1      |
| 03 | Franța        | franceză          | André Claveau    | „Dors, mon amour”                  | Dormi, iubirea mea                 | 1   | 27     |
| 04 | Luxemburg     | franceză          | Solange Berry    | „Un grand amour”                   | O mare iubire                      | 9   | 1      |
| 05 | Suedia        | suedeză           | Alice Babs       | „Lilla stjärna”                    | Mică stea                          | 4   | 10     |
| 06 | Danemarca     | daneză            | Raquel Rastenni  | „Jeg rev et blad ud af min dagbog” | Mi-am rupt o scrisoare din jurnal  | 8   | 3      |
| 07 | Belgia        | franceză          | Fud Leclerc      | „Ma petite chatte”                 | Pisicuța mea                       | 5   | 8      |
| 08 | Germania      | germană           | Margot Hielscher | „Für zwei Groschen Musik”          | Muzică pentru doi bănuți           | 7   | 5      |
| 09 | Austria       | germană           | Liane Augustin   | „Die ganze Welt braucht Liebe”     | Întreaga lume are nevoie de iubire | 5   | 8      |
| 10 | Elveția       | germană, italiană | Lys Assia        | „Giorgio”                          | Giorgio                            | 2   | 24     |

## Tabel

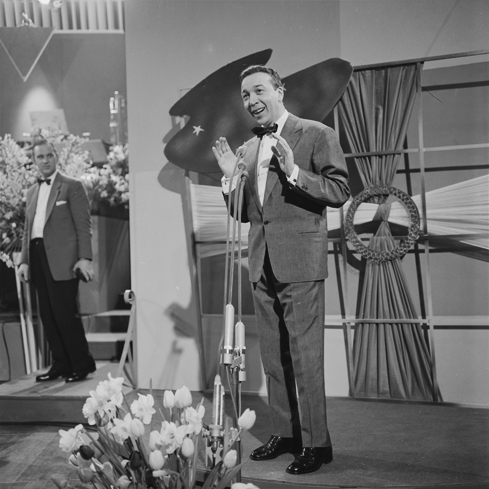
André Claveau cântând „Dors, mon amour” în timpul unei repetiții.

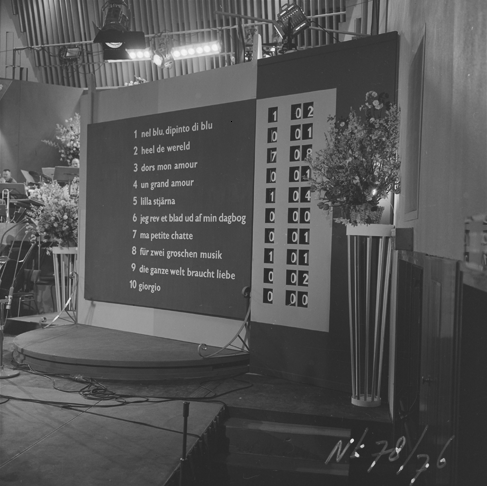
Tabela de marcaj, după ce Austria și-a acordat punctele

| Concurenți | Italia        | 13 |   | 1 | 1 |   | 1 |   | 4 | 4 | 1 | 1 |
| Concurenți | Țările de Jos | 1  |   |   |   |   |   |   |   |   |   | 1 |
| Concurenți | Franța        | 27 | 6 |   |   | 1 | 1 | 9 | 1 | 1 | 7 | 1 |
| Concurenți | Luxemburg     | 1  |   |   |   |   |   |   |   |   |   | 1 |
| Concurenți | Suedia        | 10 |   | 2 |   | 3 |   |   | 1 |   | 1 | 3 |
| Concurenți | Danemarca     | 3  |   | 1 | 1 |   | 1 |   |   |   |   |   |
| Concurenți | Belgia        | 8  |   |   |   |   | 1 | 1 |   | 5 |   | 1 |
| Concurenți | Germania      | 5  |   |   | 2 |   | 1 |   | 1 |   | 1 |   |
| Concurenți | Austria       | 8  |   |   | 3 | 1 | 1 |   | 1 |   |   | 2 |
| Concurenți | Elveția       | 24 | 4 | 6 | 3 | 5 | 4 |   | 2 |   |   |   |

## Comentatori și purtători de cuvânt
Tabelele de mai jos arată ordinea acordării voturilor, împreună cu purtătorii de cuvânt responsabili cu anunțarea rezultatelor din țara lor. Fiecare post participant a trimis și comentatori care să raporteze de la fața locului în limba maternă.
| Purtători de cuvânt | Purtători de cuvânt | Purtători de cuvânt |
|                     | Țară                | Nume                |
| ------------------- | ------------------- | ------------------- |
| 01                  | Elveția             | Mäni Weber          |
| 02                  | Austria             | Karl Bruck          |
| 03                  | Germania            | Claudia Doren       |
| 04                  | Belgia              | Paule Herreman      |
| 05                  | Danemarca           | Bent Henius         |
| 06                  | Suedia              | Roland Eiworth      |
| 07                  | Luxemburg           | necunoscut          |
| 08                  | Franța              | Claude Darget       |
| 09                  | Țările de Jos       | Piet te Nuyl        |
| 10                  | Italia              | Fulvia Colombo      |

| Austria       | Peter Alexander        | ORF                    |
| Belgia        | Arlette Vincent        | INR                    |
| Belgia        | Nand Baert             | NIR                    |
| Danemarca     | Gunnar Hansen          | Statsradiofonien TV    |
| Elveția       | Theodor Haller         | TV DRS                 |
| Elveția       | Georges Hardy          | TSR                    |
| Franța        | Pierre Tchernia        | RTF                    |
| Germania      | Wolf Mittler           | Deutsches Fernsehen    |
| Luxemburg     | Jacques Navadic        | Télé-Luxembourg        |
| Italia        | Bianca Maria Piccinino | Programma Nazionale    |
| Regatul Unit  | Peter Haigh            | BBC Television Service |
| Regatul Unit  | Tom Sloan              | BBC Light Programme    |
| Suedia        | Jan Gabrielsson        | Sveriges Radio-TV      |
| Țările de Jos | Siebe var der Zee      | RTS                    |